# 저지대나무타기캥거루
저지대나무타기캥거루(Dendrolagus spadix)는 캥거루과에 속하는 나무타기캥거루 유대류의 일종이다. 파푸아뉴기니의 토착종이다. 서식지 감소로 멸종 위협을 받고 있다.